# بوبا كاثي
بوبا كاثي (بالإنجليزية: Bubba Cathy)‏ هو شخصية أعمال أمريكي، ولد في عقد 1950 في جونزبورو في الولايات المتحدة.